# 槳黑卵蜂
槳黑卵蜂（学名：Telenomus remus）为緣腹細蜂科黑卵蜂屬下的一个种。